# Granja la Concepción
Granja la Concepción är en ort i Mexiko.   Den ligger i kommunen Romita och delstaten Guanajuato, i den centrala delen av landet, 290 km nordväst om huvudstaden Mexico City. Granja la Concepción ligger 1 741 meter över havet och antalet invånare är 162.
Terrängen runt Granja la Concepción är huvudsakligen platt, men söderut är den kuperad. Runt Granja la Concepción är det tätbefolkat, med 790 invånare per kvadratkilometer. Närmaste större samhälle är Irapuato, 19,9 km sydost om Granja la Concepción. Omgivningarna runt Granja la Concepción är en mosaik av jordbruksmark och naturlig växtlighet.